# 파울 하우서
파울 하우서(독일어: Paul Hausser, 1880년 10월 7일 ~ 1972년 12월 21일)는 독일의 군인이다. 독일 제국 육군에 장교 임관하여 전간기 국가방위군에서 예비역 중장으로 예편했다. 예편 이후 나치 독일 친위대(SS)에 가담하여 무장친위대 창설에 핵심적인 역할을 했다. 제2차 세계 대전 때는 집단군 사령관의 위치까지 승진하였다. 제3차 하리코프 공방전, 쿠르스크 전투, 노르망디 전역 등에서 무장친위대 부대를 지휘했다.
전쟁이 끝난 뒤, 하우서는 1951년 서독에서 창설된 전직 무장친위대 고위장교들이 창설한 로비단체이자 부인주의 단체인 전직 무장친위대원 상호부조협회(HIAG)의 발기인으로 참여하여 그 초대 대변인을 지냈다. HIAG는 무장친위대의 법적, 경제적, 역사적 복권을 꾀하였다.
하우서는 우익 출판사를 통해 회고록 두 권을 간행했다. 이 책들에서 그는 무장친위대가 순수히 군사적 측면만을 가졌다고 주장하며 더 나아가서 무장친위대원 역시 “다른 이들과 똑같은 병사들”일 뿐이었다고 강변했다. 하우서의 지도 아래 HIAG는 무장친위대를 유럽 여러 민족이 참여한 범유럽 군대이자 전쟁터에서 명예롭게 싸운 군인들로 나치의 전쟁범죄 및 잔학행위와는 무관하다는 왜곡을 일삼았다. 군사사학자들은 이러한 주장을 터무니없는 소리라고 일축하고 있다.

## 어린 시절 및 경력
파울 하우서는 1880년 10월 7일 브란덴부르크안데어하펠의 프로이센 군인 가문에서 태어났다. 부친 쿠르트 하우서(Kurt Hausser)는 독일 제국 육군에서 소령을 지냈다. 하우서는 1892년 육군에 입대했다. 1899년 베를린리히터펠데의 사관후보학교를 졸업하고 제155(제7서프로이센)보병연대 중위로 임관했다. 1911년 베를린의 프로이센 전쟁대학을 졸업하고 제1차 세계 대전 때는 동부전선에서 장군참모로 종군했다. 1916년에서 1918년 사이 주로 제109보병사단에 근무했으며 1918년 소령으로 진급, 전간기 바이마르 공화국 육군(국가방위군)에도 잔류하여 1927년에는 대령을 달았다.
1931년 2월 1일 소장으로 진급했고, 제4보병연대 3대대장, 제2군관구 참모장, 슈테틴 제10보병연대장, 제4보병사단 부사단장 등을 역임한 뒤 1932년 1월 31일 중장으로 예편한다. 이후 하우서는 우익 성향 예비역 단체인 철모단에 가입하고 1933년에는 철모단 브란덴부르크-베를린 지부의 지부장 자리에까지 올랐다. 나치 독일이 성립되자 철모단은 돌격대(SA)에게 흡수당했고, 장검의 밤으로 SA가 망한 뒤로는 친위대(SS)에 그 적을 두었다. 1934년 11월 하우서는 친위대 특무부대(SS-VT)에 배치되었고 친위대 지도자학교 브라운슈바이크 책임자가 되었다.
1936년 하우서는 SS-VT 총감이 되어 군사 및 사상 훈련을 담당했지만 지휘권한은 없었다. 병력 동원 권한은 하인리히 히믈러의 소관이었다. 이는 SS-TV를 “군대도 아니고 경찰도 아닌” 조직으로 유지하고자 했던 히틀러의 의중(1938년 8월 17일 명령)에 의한 것이었다.

## 제2차 세계 대전

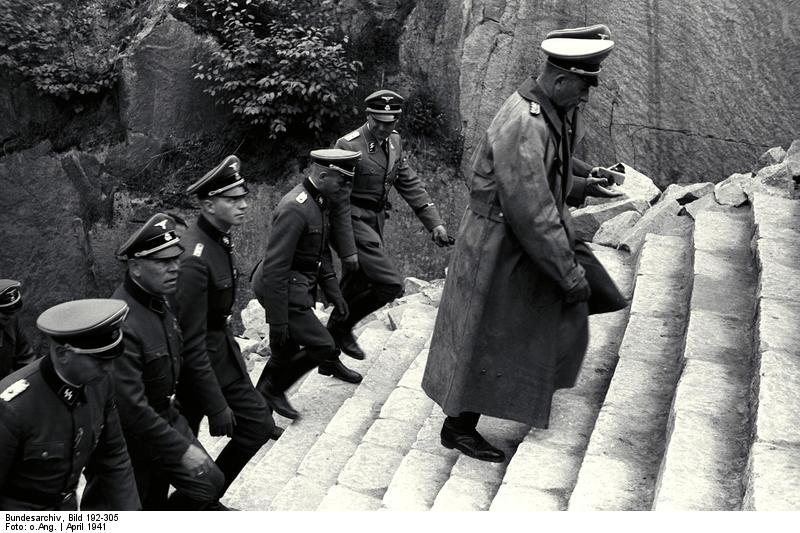
1941년 마우타우젠-구젠 강제수용소의 악명높은 "죽음의 계단"을 올라가는 파울 하우서(가장 오른쪽 오버코트 입은 이).

하우서는 1939년 폴란드 전역에서 국방군과 친위대가 혼성된 기갑사단 켐프를 참관하는 역할을 맡았다. 1939년 10월 SS-VT는 친위대 재량사단이라는 이름의 차량화보병사단으로 편성되었고 하우서가 그 사단장이 되었다. 재량사단은 이후 제2SS기갑사단 다스 라이히로 재명명되었고, 하우서는 프랑스 공방전, 바르바로사 작전 등에서 제2SS사단을 지휘했다. 소련 지역에서의 전공으로 하우서는 1941년 기사십자 철십자장을, 1943년 곡엽 기사십자 철십자장을 수훈했다(이후 노르망디 전역에서 곡엽검 기사십자 철십자장을 수훈). 이 과정에서 심한 부상을 입어 한쪽 눈을 잃었다.
회복된 뒤 하우서는 새로이 조직된 SS기갑군단(1943년 6월 제2SS기갑군단으로 재명명) 군단장으로 부임했다. 제3차 하리코프 공방전에서는 히틀러의 명령에도 불구하고 포위되는 상황을 피하기 위해 병력을 후퇴시켰다. 이후 쿠르스크 전투에서 제1, 제2, 제3SS사단들을 지휘했다.
쿠르스크 전투 이후 하우서의 제2SS군단에서 제1, 2, 3사단이 빠지고 대신 제9, 10사단이 배치되었다. 재편된 제2SS군단은 이탈리아로 파견되었고 그 뒤로는 프랑스로 파견되어 노르망디 전역의 초기 단계에 참여했다.
제7군사령관 프리드리히 돌만이 죽자 하우서가 승진하여 7군사령관이 되었다. 팔레즈 포위전 당시 하우서는 턱이 관통되는 심각한 부상을 입었다. 이후 1944년 8월 친위대 최상급집단지도자로 승진하고 상라인 강 집단군 사령관이 되었다가 G 집단군 사령관이 되었다. 1945년 4월 3일 하우서는 프리드리히 슐츠와 교체되었다. 하우서가 잘린 그날 요제프 괴벨스의 일기에는 “그는 명백히 시험을 이겨내지 못하였다”라고 적혔다. 지휘권을 잃은 하우서는 알베르트 케셀링의 참모로 있다가 종전을 맞았다. 뉘른베르크 재판에서 하우서는 무장친위대가 순전히 군사적인 역할을 했을 따름이며 전쟁범죄나 잔학행위와는 무관하다고 부인했다.

## 전후 활동

### 미 육군 역사부 참여
전쟁 이후 프란츠 할더의 지도 아래 독일측 입장에서 2차대전 작전 연구를 하는 작업이 미 육군 역사부(Historical Division)에서 이루어졌고, 하우서도 여기에 처음에는 포로 신분으로, 얼마 뒤부터 정직원으로 참여했다. 1940년대 말, 하우서는 노르망디에서 제7군이 연합군에게 한 반격대응에 관한 논문을 작성했다. 이 논문은 루돌프 크리스토프 폰 게르즈도르프, 하인리히 폰 뤼트비츠, 빌헬름 파름바허, 하인리히 에버바흐와 공저했으며 2004년에 출판되었다.

### 무장친위대 이익단체의 수장
1950년 이후 하우서는 전직 무장친위대 대원들의 로비단체인 전직 무장친위대원 상호부조협회(HIAG)에 참여했다. HIAG는 1950년 말부터 각 지역조직의 느슨한 연합체 정도의 성격으로 시작되었으나, 1951년 10월에 이르면 자기들 주장에 의하면 독일연방공화국 전역에 걸쳐 376개의 지부를 가지고 있다고 주장할 정도의 세력이 되었다. 1951년 12월, 하우서는 HIAG의 제1대 대변인이 되었다.
1951년 말, HIAG는 자체 정기간행물 제1호를 발행하면서 대중의 관심을 끄는 데 성공했고 동시에 논쟁의 대상이 되었다. 사람들은 HIAG가 네오나치 집단이 아니냐고 의심했고, 하우서는 연방의회에 공개 서한을 보내서 그러한 의혹을 부인하고 HIAG는 전직 부장친위대원 단체일 뿐이라고 주장했다. 하우서는 HIAG 회원들이 어떠한 형태의 극단주의도 배격하며 정직한 시민들이라고 단언했다.
1980년대에 HIAG를 연구한 역사학자 데이비드 C. 라지(David C. Large)에 따르면, 로비 활동의 일환으로 HIAG는 역사적 증거를 변형하거나 또는 아예 부시하려고 시도했다. HIAG는 과격한 정기간행물, 서적, 대중연설 등의 프로파간다를 이용해 역사 왜곡을 시도했으며, 이러한 목적을 위해 출판사(무닌 출판Munin Verlag)도 설립했다. 무닌 출판은 HIAG의 협조 하에 전직 친위대원들의 입장에서 본 전쟁 이야기를 알리는 것을 그 목적으로 한다고 공언했다.

#### 《작전 중의 무장친위대》
파울 하우서의 1953년 저서 《작전 중의 무장친위대》(Waffen-SS im Einsatz)는 HIAG 수뇌부가 쓴 최초의 주요 저서이다. 이 책은 우익 정치인이자 출판업자인 발데마르 쉬츠가 소유한 플레세 출판에서 간행되었다. SS 룬 문자가 큼지막하게 그려져 있고 친위대 표어(“우리의 명예는 충성”)가 양각되어 있는 표지는 역설적으로 무장친위대가 나치 조직임이 틀림없음을 보여준다. 전 국방군 상급대장 하인츠 구데리안이 무장친위대를 “유럽적 사고의 최초의 실체화”라고 찬양하는 서문을 써 줬다.
책은 무장친위대가 “위대한 유럽적 사고의 군사적 사례”를 위해 영웅적으로 싸운 외국계 의용병들이 존재하는 다민족 부대로 성장하는 과정을 묘사하고 있다. 역사학자들은 이러한 주장이 외국계 병사들과 함께 해야 했던 무장친위대 졸병들의 사기를 진작하기 위한 나치의 프로파간다에 불과했다고 논박한다. 이 다민족 부대 개념은 이후로도 무장친위대의 역사적 법적 복권을 꾀한 HIAG의 단골 레퍼토리가 되었다. 《작전 중의 무장친위대》는 서독 연방청소년유해매체부가 지정한 유해서적 목록에 포함되었다. 이 목록은 1960년대에 이러한 서적들들이 배외주의를 조장하고 폭력을 찬양하는 것을 막기 위해 만들어졌다.
하우서는 1966년에 《다른 이들과 같은 병사들》(Soldaten wie andere auch)이라는 제목의 책을, 이번에는 HIAG의 자체 출판사인 무닌 출판을 통해 발행했다. 군사사학자 사이먼 맥켄지는 이 책은 HIAG 수뇌부가 어떻게 무장친위대가 기억되었으면 하는지를 요약한 내용으로 이루어져 있다고 설명한다. 반면 역사학자 찰스 시도너(Charles Sydnor)는 이 책 역시 첫 번째 책과 마찬가지로 불순한 목적을 갖고 있다고 말한다.
하우서의 책들은 다른 HIAG 핵심 인사들(펠릭스 슈타이너, 쿠르트 마이어)의 책과 함께 (시도너의 표현에 따르면) 무장친위대 옹호론의 가장 중요한 얼개를 이루고 있다. 이 책들은 나치당의 군사조직에 불과했던 무장친위대의 복권을 요구에 그들 역시 희생자이자 이해받지 못한 영웅들이라고 주장한다.

#### 무장친위대 무오설을 퍼뜨리다
1950년대 중반, HIAG는 무장친위대를 다른 친위대 조직과 분리하여 부정할 수 없는 전쟁범죄의 책임들을 일반친위대(공안 및 경찰조직), 해골부대(강제수용소 위병), 특수작전집단(기동학살부대) 등에게 떠넘기는 전략을 확립했다. 이로써 무장친위대는 국방군 무오설에 성공적으로 묻어갈 수 있었다.
하우서는 무장친위대와 나치의 잔학행위는 무관하다는 주장을 계속했다. 1957년 그는 HIAG의 공식 출판물 《의용병》(Der Freiweligge) 지면을 빌어 서독 국방부에게 보내는 공개 서한을 작성했다. 여기서 하우서는 해골부대가 “강제수용소 외부 위병으로 복무했을 뿐 안에서 일어나는 일에는 간섭할 수 없었다”고 주장했다. 그는 위병들이 외부 노역에 동원되는 수용자들과 동행했고 또한 강제수용소장들은 대개 무장친위대에서 차출되었다는 사실은 언급조차 하지 않았다. 이러한 무장친위대 옹호자적 입장으로 인해 하우서는 자신이 다양한 친위대 조직 사이의 인사이동을 통해 무장친위대와 나치의 살인기계부대 사이의 관계구조를 형성시켰으며, 무장친위대는 때로는 전방에서 전투 업무에 종사하고, 때로는 후방으로 재배치되어 징벌작전을 수행하곤 했었다는 사실마저 망각했다.
독일 역사학자 카르스텐 빌케(Karsten Wilke)는 HIAG에 대한 연구서 《전직 무장친위대원 상호부조협회 40년사: 연방공화국의 재향무장친위대원들》(Die "Hilfsgemeinschaft auf Gegenseitigkeit" (HIAG) 1950–1990: Veteranen der Waffen-SS in der Bundesrepublik)에서 1970년대까지도 HIAG가 무장친위대의 역사적 표현을 독점해왔음을 지적한다. HIAG의 재료는 다음과 같은 네 가지 요소로 간단하게 요약할 수 있다.
- 무장친위대는 정치중립적이었고
- 정예부대였으며
- 모든 전쟁범죄 또는 나치 잔학행위로부터 무고하고
- 무엇보다도 유럽 여러 민족들로 이루어진 유럽의 군대였다.[27]

역사학자들은 이러한 주장을 평가절하함은 물론 심지어는 비웃음의 대상으로 삼는다. 프랑스의 장폴 피카르(Jean-Paul Picaper)는 이러한 하우서 등의 태도를 “자기찬송(self-panegyric)”이라고 규정하고, 미국의 데이비드 라지는 “[무장친위대의] 과거와 현재에 관한 사치스러운 판타지”라는 표현을 사용한다. 사이먼 맥켄지는 HIAG가 저술한 서적 일체를 “자기합리화의 합창단”이라고 부르며, 조지 스타인(George Stein)은 “변증론(apologetics)”이라고 비꼰다. 제임스 M. 디흘(James M. Diehl)은 무장친위대가 국방군의 제4군이었다는 하우서 등의 주장은 “허위”이며, 심지어 NATO의 선구적 존재라는 주장에 이르면 “괘씸한 언어도단 그 이상”이라고 냉엄한 평가를 내린다.
하우서는 1912년 엘리자베트 게르하르트(Elisabeth Gerard)와 결혼했고 슬하에 딸 한 명(1913년 12월생)을 두었다. 하우서는 1972년 12월 21일 루트비히스부르크에서 죽었다. 향년 92세.

## 서훈

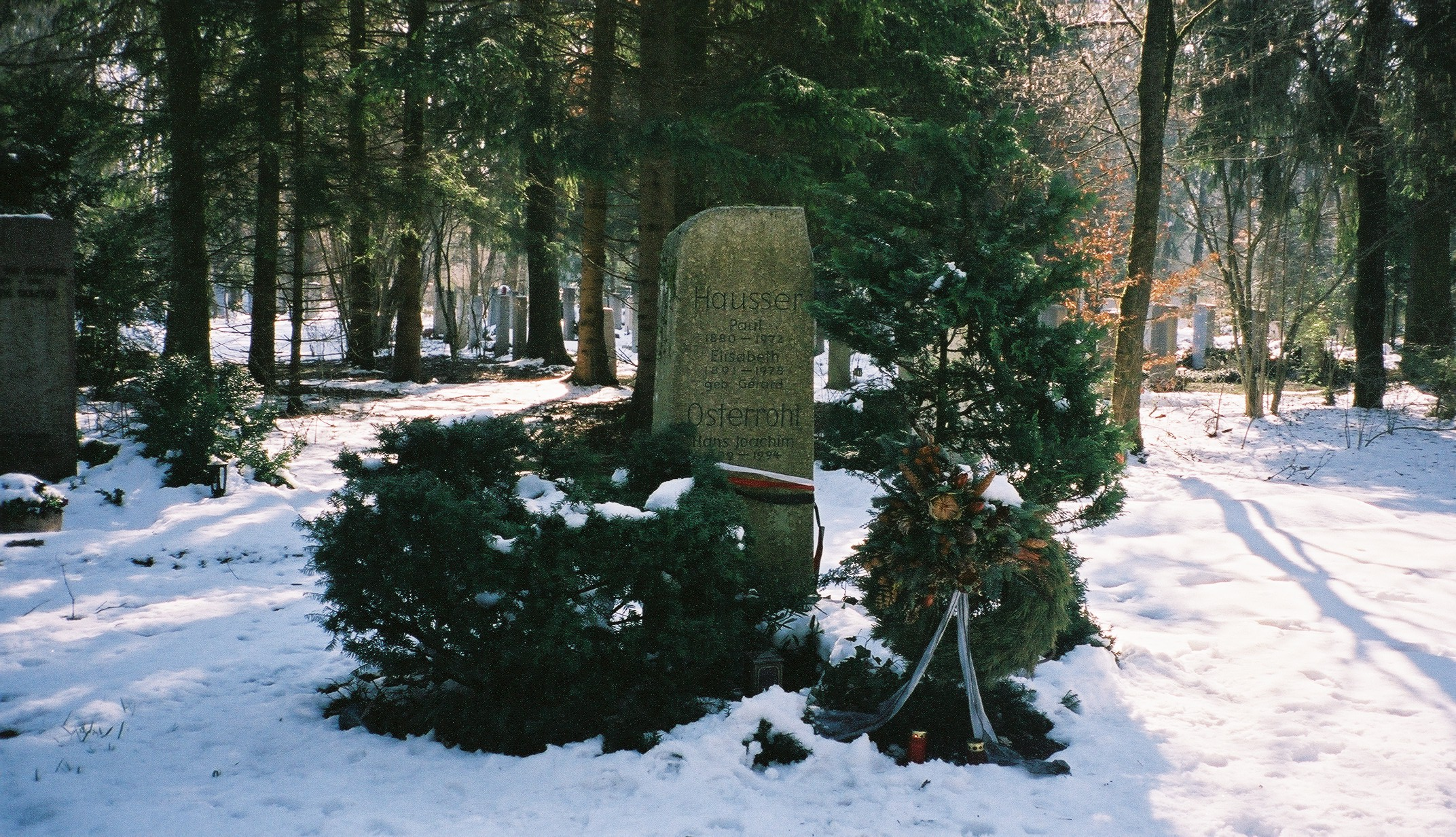
파울 하우서의 묘지

- 2급 및 1급 1914년형 철십자장[32]
- 바이에른 4급 검무공훈장[33]
- 1급 검 알베르트 훈장[33]
- 1급 검 프리드리히 훈장[33]
- 프리드리히 십자장[33]
- 오스트리아 3등 철왕관장(1918년 7월 11일)[33]
- 곡엽검 기사십자 철십자장
  - 기사십자 철십자장(1941년 8월 8일). 당시 계급 집단지도자, 보직 제2SS기갑사단 다스 라이히 사단장[34][35]
  - 곡엽 기사십자 철십자장 261번째 수훈자(1943년 7월 28일). 당시 계급 상급집단지도자. 보직 SS기갑군단 군단장.[34][36][37]
  - 곡엽검 기사십자 철십자장 90번째 수훈자(1944년 8월 26일). 당시 계급 최상급집단지도자. 보직 제7군 사령관[34][38][39]

## 저서
- 《작전 중의 무장친위대》(Waffen-SS im Einsatz), Plesse-Verlag: Göttingen (1953)
- 《다른 이들과 같은 병사들》(Soldaten wie andere auch), Munin-Verlag: Osnabrück (1966)

## 참고 자료
- Diehl, James M. (1993). Thanks of the Fatherland: German Veterans After the Second World War. University of North Carolina Press. ISBN 978-0807820773. 2016년 11월 23일에 원본 문서에서 보존된 문서. 2016년 5월 8일에 확인함.
- Fellgiebel, Walther-Peer (2000) [1986]. Die Träger des Ritterkreuzes des Eisernen Kreuzes 1939–1945 – Die Inhaber der höchsten Auszeichnung des Zweiten Weltkrieges aller Wehrmachtteile [The Bearers of the Knight's Cross of the Iron Cross 1939–1945 – The Owners of the Highest Award of the Second World War of all Wehrmacht Branches] (독일어). Friedberg, Germany: Podzun-Pallas. ISBN 978-3-7909-0284-6.
- Flaherty, T. H. (2004) [1988]. The Third Reich: The SS. Time-Life. ISBN 1-84447-073-3.
- Healy, Mark (1992). Kursk 1943: Tide Turns in the East. Osprey Publishing. ISBN 1-8553-2211-0.
- Kienle, Polly (2005). “Still Fighting for the Myth: German Wehrmacht Officers' Reports for the U.S. Historical Division”. H-net.com. 2016년 1월 31일에 원본 문서에서 보존된 문서. 2016년 5월 8일에 확인함.
- Large, David Clay (1987). “Reckoning Without the Past: The HIAG of the Waffen-SS and the Politics of Rehabilitation in the Bonn Republic, 1950–1961”. The Journal of Modern History (University of Chicago Press) 59 (1): 79–113. JSTOR 1880378.
- MacKenzie, S.P. (1997). Revolutionary Armies in the Modern Era: A Revisionist Approach. Routledge. ISBN 978-0-415-09690-4.
- Mitcham, Samuel W. (2009). Defenders of Fortress Europe: The Untold Story of the German Officers During the Allied Invasion. Potomac Books, Inc. ISBN 1-5979-7274-6.
- Picaper, Jean-Paul (2014). Les Ombres d'Oradour: 10 Juin 1944 [The Shadows of Oradour: 10 June 1944] (프랑스어). Paris: Éditions l'Archipel. ISBN 978-2-8098-1467-5.
- Reichswehrministerium, 편집. (1930). Rangliste des Deutschen Reichsheeres (독일어). Berlin, Germany: Mittler & Sohn Verlag. OCLC 10573418.
- Scherzer, Veit (2007). Die Ritterkreuzträger 1939–1945 Die Inhaber des Ritterkreuzes des Eisernen Kreuzes 1939 von Heer, Luftwaffe, Kriegsmarine, Waffen-SS, Volkssturm sowie mit Deutschland verbündeter Streitkräfte nach den Unterlagen des Bundesarchives [The Knight's Cross Bearers 1939–1945 The Holders of the Knight's Cross of the Iron Cross 1939 by Army, Air Force, Navy, Waffen-SS, Volkssturm and Allied Forces with Germany According to the Documents of the Federal Archives] (독일어). Jena, Germany: Scherzers Miltaer-Verlag. ISBN 978-3-938845-17-2.
- Smelser, Ronald; Davis II, Edward J. (2008). The Myth of the Eastern Front: The Nazi-Soviet War in American Popular Culture. New York: Cambridge University Press. ISBN 978-0-521-83365-3.
- Stein, George (1984) [1966]. The Waffen-SS: Hitler's Elite Guard at War 1939–1945. Ithaca, N.Y.: Cornell University Press. ISBN 978-0-8014-9275-4.
- Sydnor, Charles W. (1990) [1977]. Soldiers of Destruction: The SS Death's Head Division, 1933–1945. Princeton University Press. ISBN 978-0-691-00853-0.
- Sydnor, Charles W. (1973). “The History of the SS Totenkopfdivision and the Postwar Mythology of the Waffen SS”. Central European History (Cambridge University Press) 6 (4): 339–362. doi:10.1017/S0008938900000960.
- Tauber, Kurt (1967). Beyond Eagle and Swastika: German Nationalism Since 1945, Volume I. Middletown, Conn.: Wesleyan University Press.
- Tauber, Kurt (1967). Beyond Eagle and Swastika: German Nationalism Since 1945, Volume II. Middletown, Conn.: Wesleyan University Press.
- Thomas, Franz (1997). Die Eichenlaubträger 1939–1945 Band 1: A–K [The Oak Leaves Bearers 1939–1945 Volume 1: A–K] (독일어). Osnabrück, Germany: Biblio-Verlag. ISBN 978-3-7648-2299-6.
- Von Seemen, Gerhard (1976). Die Ritterkreuzträger 1939–1945 : die Ritterkreuzträger sämtlicher Wehrmachtteile, Brillanten-, Schwerter- und Eichenlaubträger in der Reihenfolge der Verleihung : Anhang mit Verleihungsbestimmungen und weiteren Angaben [The Knight's Cross Bearers 1939–1945 : The Knight's Cross Bearers of All the Armed Services, Diamonds, Swords and Oak Leaves Bearers in the Order of Presentation: Appendix with Further Information and Presentation Requirements] (독일어). Friedberg, Germany: Podzun-Verlag. ISBN 978-3-7909-0051-4.
- Wienand, Christiane (2015). Returning Memories: Former Prisoners of War in Divided and Reunited Germany. Rochester, NY: Boydell & Brewer. ISBN 978-1-57113-904-7.
- Wilke, Karsten (2011). Die "Hilfsgemeinschaft auf Gegenseitigkeit" (HIAG) 1950–1990: Veteranen der Waffen-SS in der Bundesrepublik [HIAG 1950–1990: Waffen-SS veterans in the Federal Republic] (독일어). Paderborn: Schoeningh Ferdinand GmbH. ISBN 978-3-506-77235-0.
- Williamson, Gordon (2006). German Commanders of World War II (2): Waffen-SS, Luftwaffe and Navy. Osprey Publishing. ISBN 1-8417-6597-X.